# Hystrix sumatrae
Hystrix sumatrae é uma espécie de roedor da família Hystricidae.
Endêmico da Indonésia, onde pode ser encontrado somente na ilha de Sumatra.